# Costișa, Suceava
Costișa este un sat în comuna Frătăuții Noi din județul Suceava, Bucovina, România.

## Obiective turistice
- Biserica de lemn din Costișa - construită în 1877
- Moara pe apă de la Costișa - construită în anul 1923, momentan nefuncțională.

## Personalități
- Samuil Isopescu (1842-1914), cărturar român, profesor de istorie și geografie la Gimnaziul din Suceava; născut la Costișa.
- Laura Lavric (n. 1946), interpretă de muzică populară.

## Recensământul din 1930
Componența etnică a satului Costișa
     Români (97,25%)
     Germani (2,2%)
     Evrei (0,05%)
     Ruși (0,5%)
Componența confesională a satului Costișa
     Ortodocși (96,2%)
     Romano-catolici (1,25%)
     Mozaici (0,05%)
     Evanghelici\Luterani (0,95%)
     Greco-catolici (0,5%)
     Altă religie (1,05%)
Conform recensământului efectuat în 1930, populația satului Costișa se ridica la 2.082 locuitori. Majoritatea locuitorilor erau români (97,25%), cu o minoritate de germani (2,2%), una de evrei (0,05%) și una de ruși (0,5%). Din punct de vedere confesional, majoritatea locuitorilor erau ortodocși (96,2%), dar existau și romano-catolici (1,25%), mozaici (0,05%), evanghelici\luterani (0,95%) și greco-catolici (0,5%). Alte persoane au declarat: fără religie (21 de persoane).

## Legături externe
- Costișa – vechi sat bucovinean ocrotit de Maica Domnului, crainou.ro, accesat la 6 martie 2018

 Acest articol despre o localitate din județul Suceava este deocamdată un ciot. Puteți ajuta Wikipedia prin completarea lui.